# 알렉산드르 부르가노프
알렉산드르 니콜라예비치 부르가노프(1935년 3월 20일생, 바쿠, 소련 출생)는 소련 및 러시아의 조각가이자 예술학 박사, 교육자, 교수이다. 2007년부터 러시아 예술 아카데미의 상임 위원회(프레지디움) 위원으로 활동하고 있다.
러시아 예술 아카데미(RAХ) 정회원(1997년, 1988년에는 통신회원). 러시아 소비에트 연방 사회주의 공화국(RSFSR) 인민예술가(1988년). 소련 국가상 수상자(1982년) 및 몽골 국가상 수상자(1987년).

## 생애
그는 바쿠의 아동 미술 스튜디오에서 А. И. 카자르체바의 지도로 미술을 배웠다. 1959년, 그는 조각을 전공하기 위해 모스크바 예술공예학교(현재의 스트로가노프 명칭 러시아 국립 예술공예대학교)에 입학하였으며, 그곳에서 게오르기 모토빌로프와 가브리일 슐츠에게 사사받았다. 1962년에는 해당 학교로부터 강의 제안을 받아 교편을 잡기 시작했다.
그는 선임 강사, 이후 1971년부터 1987년까지 부교수, 그 후 교수로 재직했으며, 1987년부터는 건축 장식 조형학과의 학과장을 맡았다. 1986년에는 모스크바 지하철역 ‘트레챠코프스카야’의 장식 작업에 참여하여, 여러 저명한 러시아 화가들의 초상 부조를 제작하였다.
이 조각가의 작품들은 러시아는 물론 해외의 미술관 컬렉션에도 소장되어 있다. 2001년, 모스크바의 볼쇼이 아파나시에프스키 골목에 모스크바 국립 미술관인 '부르가노프의 집'이 개관되었다.

### 가족
조각가의 자녀들인 마리야, 이고르, 알렉산드르, 그리고 이고르의 자녀 엘리자베타(손녀)는 아버지의 뒤를 이어 예술과 학문 분야에서 활동하고 있다.